# Дембожин
Дембожин (пол. Dęborzyn) — село в Польщі, у гміні Йодлова Дембицького повіту Підкарпатського воєводства.
Населення — 378 осіб (2011).
У 1975-1998 роках село належало до Тарновського воєводства.

## Демографія
Демографічна структура станом на 31 березня 2011 року:
|          | Загалом | Допрацездатний вік | Працездатний вік | Постпрацездатний вік |
| -------- | ------- | ------------------ | ---------------- | -------------------- |
| Чоловіки | 188     | 45                 | 124              | 19                   |
| Жінки    | 190     | 41                 | 110              | 39                   |
| Разом    | 378     | 86                 | 234              | 58                   |